# Synthemis
Synthemis – rodzaj ważek z rodziny Synthemistidae.

## Podział systematyczny
Do rodzaju należą następujące gatunki:
- Synthemis ariadne
- Synthemis campioni
- Synthemis eustalacta
- Synthemis fenella
- Synthemis flexicauda
- Synthemis macrostigma
- Synthemis miranda
- Synthemis montaguei
- Synthemis pamelae
- Synthemis serendipita
- Synthemis tasmanica